# Цол (Айдовщина)
Цол (словен. Col) — поселення на краю карстового плато з видом на долину річки Віпава в общині Айдовщина. Висота над рівнем моря: 611,3 м. Римська дорога вела через селище. Назва походить від німецького Zoll «Митниця».